# Castulus Kolo

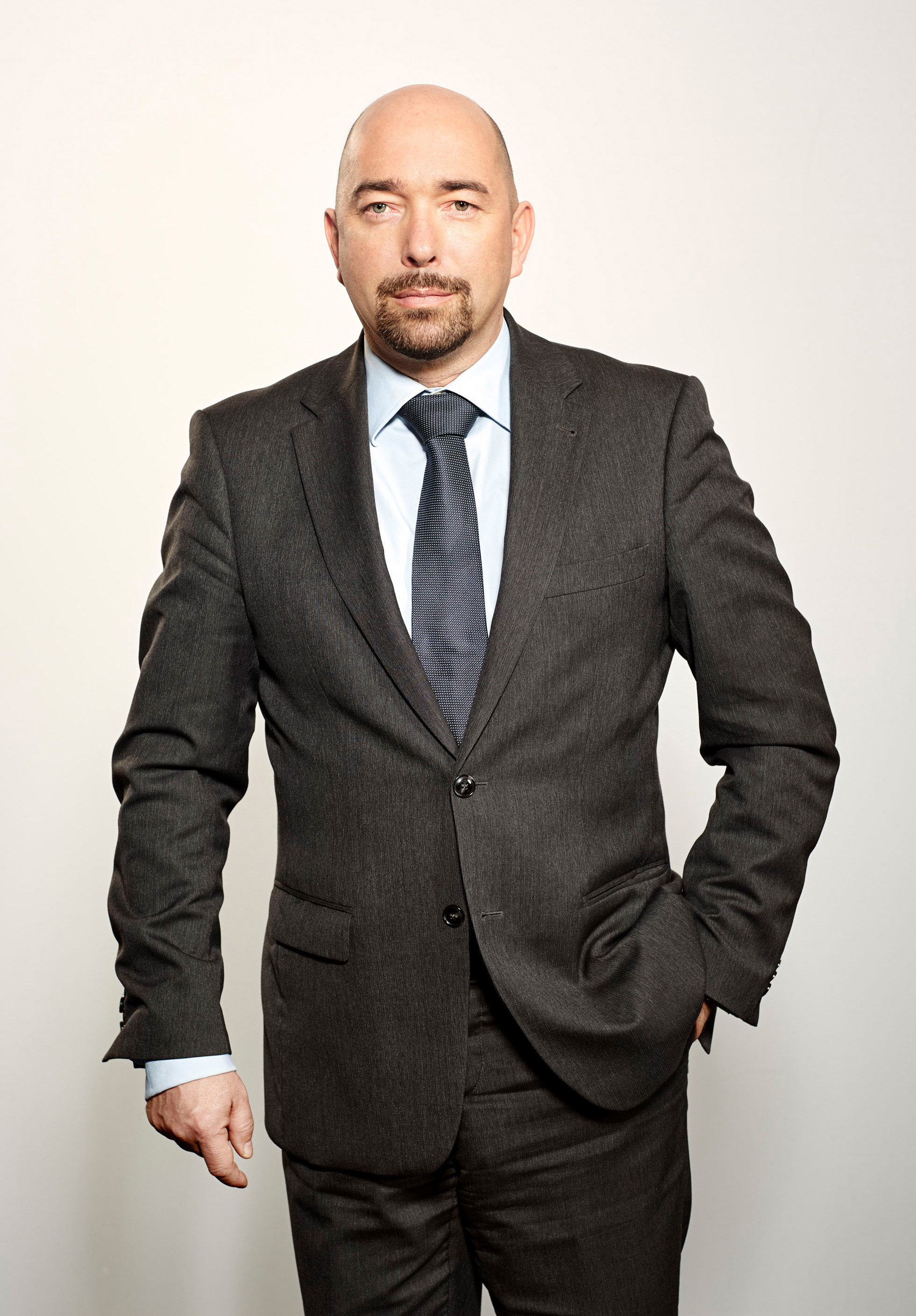
Porträtfoto von Castulus Kolo

Castulus Kolo (* 18. September 1965 in München) ist Präsident der Hochschule Macromedia in Stuttgart.

## Studium und Promotionen
Nach seinem Abitur am Wilhelm-Hausenstein-Gymnasium in München studierte Castulus Kolo an der Ludwig-Maximilians-Universität München Physik und schloss das Studium mit den Schwerpunkten Bio- und Astrophysik als Diplom-Physiker ab. 1995 promovierte er als Stipendiat der Studienstiftung des Deutschen Volkes mit einer Arbeit zu Antiproton-Proton-Annihilationen am Crystal-Barrel-Experiment des Europäischen Kernforschungszentrums CERN bei Genf an der LMU zum Dr. rer. nat. in experimenteller Teilchenphysik. Im Anschluss an seine Tätigkeit am CERN promovierte Kolo ebenfalls an der LMU zu Computersimulationen als Instrument der Analyse kultur- und sozialanthropologischer Phänomene 1997 zum Dr. phil.

## Industrie- und Beratungspraxis
Beide akademischen Prägungen führten Kolo zunächst zur Innovationsforschung im Kontext von Informations- bzw. Kommunikationstechnologien und diesbezüglichen Foresight-Projekten an das Fraunhofer-Institut für System- und Innovationsforschung. In der Folge war er unter anderem für den Managementberater Booz Allen Hamilton sowie für die Fraunhofer-Gesellschaft tätig. Im Jahr 2001 wurde er als Prokurist in die Geschäftsführung der Corporate-Venture-Tochter des Süddeutschen Verlags berufen und war dort für Business Development und Innovation zuständig. Mit future directions etablierte er sein eigenes Beratungsnetzwerk.

## Weiterer akademischer Werdegang
Während seiner Managementkarriere setzte Kolo die akademische Tätigkeit an mehreren Universitäten unter anderem an der Universität St. Gallen und der Ludwig-Maximilians-Universität München als Dozent für Innovationsmanagement, Medien und Informations- wie Kommunikationstechnologien fort. Im Jahr 2007 wurde er Professor und 2008 Verantwortlicher für den Studienbereich Medienmanagement an der Hochschule Macromedia, University of Applied Sciences. 2013 wurde er zum Dekan gewählt und als Vizepräsident Forschung und Lehre berufen. In dieser Funktion brachte Kolo eine einheitliche Architektur aller Macromedia-Studiengänge auf den Weg und öffnete das thematische Spektrum der Hochschule über den Medienbereich hinaus auf managementorientierte Studiengänge, kulturwissenschaftliche, technische sowie zuletzt mit der Psychologie auf humanwissenschaftliche Themen. Im Jahr 2020 folgte sein Wechsel ins Präsidentenamt der Hochschule Macromedia. Noch im selben Jahr wurde der Hochschule für ihr Quality-of-Education-Management-System die Systemakkreditierung ausgesprochen, die Kolo als Projekt vorangetrieben hatte.
Das erste Jahr von Kolos Präsidentschaft stand unter dem Zeichen der COVID-19-Pandemie und dem damit einhergehenden Krisenmanagement. Im Zuge der pandemiebedingten Optimierung der Online-Lehre ließ Kolo ein generelles hybrides Didaktikkonzept unter dem Namen „mPower“ entwickeln und implementieren, das heute Durchführungsformen des Blended Learnings ermöglicht. Im zweiten Jahr seiner Präsidentschaft folgten mit Änderungen der Grundordnung weitere Reformen bezüglich der Hochschulinstitutionen und der Struktur der Fakultäten.
Innerhalb der internationalen Bildungsgruppe Galileo Global Education, zu der Macromedia seit 2013 gehört, nimmt Kolo zusätzliche Aufgaben wahr, u. a. als Vorstandsmitglied der Regent’s University London und als Mitglied des Wissenschaftlichen Beirats der Paris School of Business.

## Aktivitäten in Forschung und Wissenschaft
Nach seinen frühen Forschungsaktivitäten im Bereich der Physik und der Kultur- bzw. Sozialanthropologie gilt heute sein allgemeine Forschungsinteresse den Voraussetzungen, der Dynamik und den Auswirkungen von Innovationen im Bereich Medien und Kommunikation an der Schnittstelle von Gesellschaft, Wirtschaft und Technik.
Insgesamt beziehen sich seine Forschungsprojekte auf
1. Veränderung der Mediennutzung durch digitale Angebote
2. Auswirkungen auf das Produktportfolio bestehender Medienunternehmen
3. Notwendige Anpassungen in Strategie, Organisation und Führung

Im Jahr 2021 wurde seine Präsidentschaft der International Media Management Academic Association (IMMAA) verlängert, seit 2022 ist er als reguläres Mitglied des Executive Committee tätig. In der European Media Management Association war er 2021 bis 2022 Board-Mitglied und von 2023 bis 2025 Präsident.

## Privates
Castulus Kolo hat drei Töchter und lebt derzeit in München.

## Publikationen

### Physik
- A. Abele u. a.: Antiproton-proton annihilations at rest into KLK+-p -+p 0. The Crystal Barrel Collaboration. In: Physics Letters. B415, 289, 1997. (Auf Grundlage der Dissertation in Physik). (pdf.sciencedirectassets.com)
- E. Aker u. a.: The Crystal Barrel Detector at LEAR. The Crystal Barrel Collaboration. In: Nuclear Instruments and Methods. A321, 69, 1992. (Teilweise auf Grundlage der Diplomarbeit).

### Kulturanthropologie
- Castulus Kolo: Computersimulationen sozialen Wandels. In: Zeitschrift für Ethnologie. Bd. 124. 1999, S. 213–234. (Auf Grundlage der Dissertation in Cultural and Social Anthropology.)

### Medienwirtschaft
Kolos Forschung zur Medienwirtschaft ist in über 100 Fachveröffentlichungen bei internationalen Journals u. a. in: Digital Culture and Education, Electronic Markets, Game Studies, Information Management & Consulting, International Journal of Online Marketing, International Journal on Media Management, Journal of Brand Strategy, Journal of Creative Industry Studies, Journal of Gaming & Virtual Worlds, Media and Communication, Medien und Newspaper Research Journal, Medienwirtschaft, Studies in Communication sowie in Sammelbänden publiziert.
- Castulus Kolo: Die Ökonomie sozialer Medien. In: J. H. Schmidt, M. Taddicken (Hrsg.): Handbuch Soziale Medien. Springer Reference Sozialwissenschaften, Springer, Wiesbaden 2020, ISBN 978-3-658-03895-3.
- Bozena Mierzejewska, Castulus Kolo: Economics of Information and Cultural Goods. In: Alan Albarran (Hrsg.): A Research Agenda for Media Economics. Edward Elgar Publ., Cheltenham, UK und Northampton, MA, USA 2019, S. 77–102.
- Castulus Kolo: Strategic challenges of newspaper publishing in an international perspective. Vol. 40, Nr. 3, S. 275–298.
- Castulus Kolo: Online-Medien als Innovationen: Wandel zwischen Emergenz und Disruption. In: Wolfgang Schweiger, Klaus Beck (Hrsg.): Handbuch Online-Kommunikation. 2., vollständig überarb. Auflage. Springer, Wiesbaden, ISBN 978-3-658-18017-1.
- Castulus Kolo: A Long-term View on the Business Model of Newspaper Publishing: International Comparison and Quantitative Modelling for Germany as Case in point. In: Westminster Papers in Culture and Communication. Jg. 11, Nr. 1, 2016, S. 1–20.
- Castulus Kolo, Stephan Weichert: Germany: Evaluating Alternatives to Finance Quality Journalism. In: Paul Murschetz (Hrsg.): State Aid for Newspapers. Theories, Cases, Actions. Springer, Wiesbaden 2013, ISBN 978-3-662-52269-1, S. 215–235.
- Castulus Kolo: Implementierung von Wachstumsstrategien in Zeiten des Medienwandels. In: Martin Schneider (Hrsg.): Digitale Innovationen – Crossmediale Strategien. Sammelband: Management von Medienunternehmen. Springer, Wiesbaden 2013, ISBN 978-3-8349-4255-5, S. 183–224.
- Castulus Kolo, Thomas Döbler, Lars Rademacher (Hrsg.): Wertschöpfung durch Medien im Wandel. Nomos, Baden-Baden 2012.
- Castulus Kolo, Anna Woll: The Age of Porn? – Überlegungen zu einer Medienökonomie der Erwachsenenunterhaltung. In: Jörg Müller-Lietzkow (Hrsg.): Ökonomie, Qualität und Management von Unterhaltungsmedien. Nomos, Baden-Baden 2012.
- Castulus Kolo, Thomas Christaller, Ernst Pöppel: Bioinformation, Problemlösungen für die Wissensgesellschaft. Springer, Heidelberg 1999.